# Rancho Camargo
Rancho Camargo är en ort i Mexiko.   Den ligger i kommunen Navojoa och delstaten Sonora, i den västra delen av landet, 1 400 km nordväst om huvudstaden Mexico City. Rancho Camargo ligger 34 meter över havet och antalet invånare är 571.
Terrängen runt Rancho Camargo är platt. Runt Rancho Camargo är det ganska glesbefolkat, med 36 invånare per kvadratkilometer. Närmaste större samhälle är Navojoa, 9,2 km öster om Rancho Camargo. Trakten runt Rancho Camargo består till största delen av jordbruksmark.